# Gestemde massademper

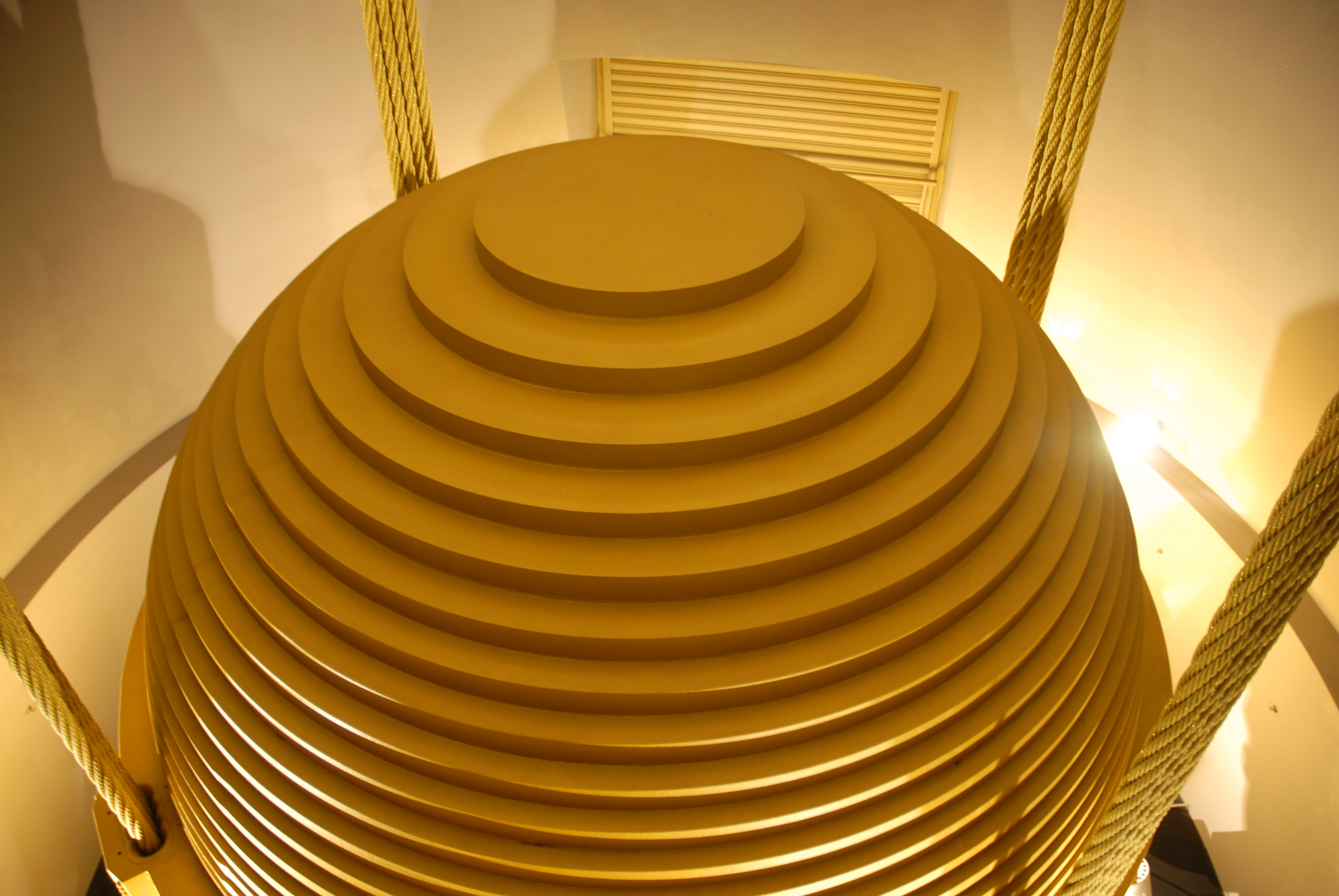
Gestemde massademper in de Taiwanese wolkenkrabber Taipei 101

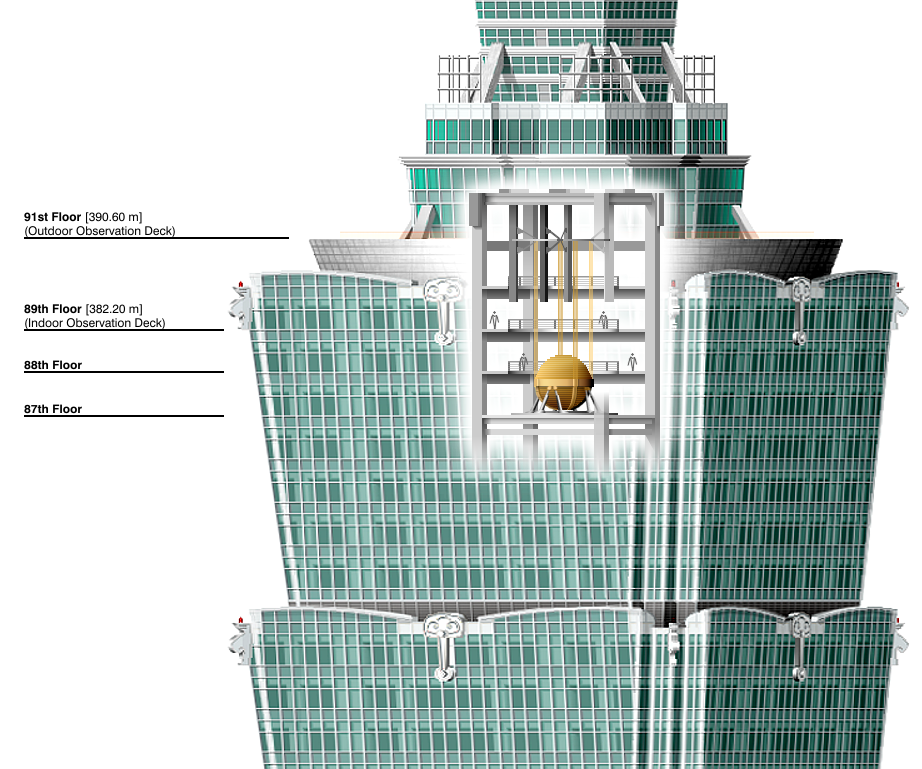
Locatie van de demper in Taipei 101

Een gestemde massademper of tuned mass damper (TMD) is een systeem dat de trillingen van een gebouw dempt. De trillingen worden gedempt met behulp van een groot gewicht dat tegen de trillingen die het gebouw maakt in moet gaan. Het trillen van een gebouw (voornamelijk wolkenkrabbers) kan meerdere oorzaken hebben, zoals windkracht, of aardbevingen. Ook in San Francisco hebben vele gebouwen een dergelijke beschermingsconstructie.

Animatie die de beweging van een wolkenkrabber en de trillingsdemper laat zien